# Big Canon Lake
Der Big Canon Lake ist ein See im Kenora District in der kanadischen Provinz Ontario.

## Lage
Der Big Canon Lake ist 40 km nordwestlich von Vermilion Bay gelegen. Der See wird üblicherweise per Wasserflugzeug erreicht. Der 350 m hoch gelegene Big Canon Lake hat eine Fläche von 23 km² und eine Länge von 11 km. Er ist in drei Teilseen gegliedert.

## Seefauna
Im See werden folgende Fischarten gefangen: Glasaugenbarsch, Hecht, Muskellunge, Schwarzbarsch und Amerikanischer Seesaibling.
Am nordöstlichen Ende verlässt ein 8 km langer Abfluss den Big Canon Lake und fließt dem östlich des Sees verlaufenden Wabigoon River zu.